# Physique des astroparticules
La physique des astroparticules, ou astrophysique des particules, est un domaine de l'astrophysique, qui étudie les astroparticules, c'est-à-dire les particules d'origine cosmique présentes dans l'espace.
Née au XXe siècle, cette discipline s'est développée rapidement à l'aide de nouveaux outils : laboratoires souterrains, télescopes spécialement conçus, antennes et expériences spatiales. Avec de nouvelles techniques de détection, les physiciens des astroparticules observent une grande diversité de particules cosmiques dont les neutrinos, les rayons gamma et les rayons cosmiques les plus énergétiques. Leurs recherches portent aussi sur la matière noire et les ondes gravitationnelles.

## Histoire
Historiquement, la physique des astroparticules évolua avec l'astronomie optique.
En 1910, le physicien allemand Theodor Wulf (en) confirme par expérience, l'origine terrestre du rayonnement ionisant.
En 1912, Victor Franz Hess a montré que les rayonnements qui ionisent l'atmosphère sont d'origine cosmique.
Ces résultats sont confirmés par Millikan qui travaille à l'aide de ballons-sondes.
Dans les années 1960, Raymond Davis Jr. et John Bahcall détectèrent avec succès le neutrino solaire (Expérience Homestake), posant ainsi les fondements de la physique des astroparticules.
En 1998, une découverte très importante eut lieu :
l'expérience Super-Kamiokande démontre l'oscillation du neutrino, ce qui est une révolution dans ce domaine.  Cette découverte est confirmée en 2001 avec l'observation de l'oscillation du neutrino solaire à l'Observatoire de neutrinos de Sudbury.

## Aspects
Voici les questions et les sujets principaux qui intéressent les physiciens des astroparticules :

### Autres
- Y a-t-il des particules primordiales dans le rayonnement cosmique[5] ?